# 紀若子
紀 若子（き の わかこ、生没年不詳）は、奈良時代後期から平安時代初期（？）にかけての女官。名は「穉子」とも表記することもある。大納言紀船守の娘。桓武天皇の宮人で、天皇の第7皇子明日香親王の母。

## 生涯
父・紀船守は桓武天皇の寵臣で、若子はその後宮に入り明日香親王を産む。延暦8年（789年）1月、多治比邑刀自・藤原数子とともに無位から従五位下に叙位され、更に延暦10年（791年）12月に、多治比邑刀自とともに従四位下に昇叙された。以降の叙位は見られないため、ほどなくして亡くなったものと見られる。

## 官歴
『続日本紀』による
- 延暦8年（789年）正月27日：従五位下
- 延暦10年（791年）12月17日：従四位下